# 45. Reserve-Division (Deutsches Kaiserreich)
Die 45. Reserve-Division war ein Großverband der Preußischen Armee im Ersten Weltkrieg.

## Gliederung

### Kriegsgliederung vom 10. September 1914
- 89. Reserve-Infanterie-Brigade
  - Reserve-Infanterie-Regiment Nr. 211
  - Reserve-Infanterie-Regiment Nr. 212
- 90. Reserve-Infanterie-Brigade
  - Reserve-Infanterie-Regiment Nr. 209
  - Reserve-Infanterie-Regiment Nr. 210
  - Reserve-Jäger-Bataillon Nr. 17
- Reserve-Kavallerie-Abteilung Nr. 45
- Reserve-Feldartillerie-Regiment Nr. 45
- Reserve-Pionier-Kompanie Nr. 45

### Kriegsgliederung vom 26. Mai 1918
- 90. Reserve-Infanterie-Brigade
  - Reserve-Infanterie-Regiment Nr. 210
  - Reserve-Infanterie-Regiment Nr. 211
  - Reserve-Infanterie-Regiment Nr. 212
  - Reserve-Kavallerie-Abteilung Nr. 45
- Artillerie-Kommandeur Nr. 45
  - Reserve-Feldartillerie-Regiment Nr. 45
  - I. Bataillon/Lauenburgisches Fußartillerie-Regiment Nr. 20
- Pionier-Bataillon Nr. 345
- Divisions-Nachrichten-Kommandeur Nr. 445

## Geschichte
Die Division wurde Anfang Oktober 1914 zusammengestellt und war gemeinsam mit der 46. Reserve-Division dem XXIII. Reserve-Korps unterstellt. Der Großverband kam ausschließlich an der Westfront zum Einsatz und wurde nach Kriegsende im Januar 1919 demobilisiert und anschließend aufgelöst.

### Gefechtskalender

#### 1914
- 18. Oktober bis 30. November --- Schlacht an der Yser
  - 22. Oktober bis 11. November --- Kämpfe um Bixschoote
- ab 1. Dezember --- Stellungskämpfe an der Yser

#### 1915
- bis 21. April – Stellungskämpfe an der Yser
  - 8. April – Einnahme von Drie-Grachten
- 22. April bis 25. Mai – Kämpfe um Ypern
  - 22. bis 27. April – Kämpfe bei Steenstraate-Lizerne
- ab 26. Mai – Stellungskämpfe an der Yser im Wytschaete-Bogen
  - 4. Juli bis 21. September – Gefechte an der Schleuse Het-Sas
  - 6. bis 8. Juli – Gefecht bei Pilkem

#### 1916
- bis 5. September --- Stellungskämpfe an der Yser im Wytschaete-Bogen
  - 27. März bis 27. April --- Kämpfe bei St. Eloi
- 5. bis 26. September --- Schlacht an der Somme
- ab 26. September --- Kämpfe an der Aisne

#### 1917
- bis 14. März --- Kämpfe an der Aisne
- 15. März bis 5. April --- Stellungskämpfe an der Aisne
- 6. April bis 16. Mai --- Doppelschlacht an der Aisne und in der Champagne
- 16. Mai bis 26. September --- Stellungskämpfe vor Verdun
- 27. September bis 13. Oktober --- Herbstschlacht in Flandern
- 18. Oktober bis 8. Dezember --- Stellungskämpfe vor Verdun
- 8. bis 27. Dezember --- Kämpfe in der Siegfriedstellung
- ab 27. Dezember --- Stellungskämpfe bei Saint-Quentin und an der Oise

#### 1918
- bis 20. März --- Stellungskämpfe bei Saint-Quentin und an der Oise
- 21. bis 22. März --- Durchbruchsschlacht bei Saint-Quentin-La Fère
- 21. März bis 6. April --- Große Schlacht in Frankreich
- 7. bis 16. April --- Kämpfe an der Avre und bei Montdidier und Noyon
- 24. April bis 25. Mai --- Stellungskämpfe in der Champagne
- 27. Mai bis 13. Juni --- Schlacht bei Soissons und Reims
  - 28. Mai bis 1. Juni --- Verfolgungskämpfe zwischen Oise und Aisne und über die Vesle bis zur Marne
  - 30. Mai bis 13. Juni --- Angriffskämpfe westlich und südwestlich von Soissons
- 14. Juni bis 4. Juli --- Stellungskämpfe zwischen Oise, Aisne und Marne
- 5. bis 17. Juli --- Stellungskämpfe zwischen Aisne und Marne
- 18. bis 25. Juli --- Abwehrschlacht zwischen Soissons und Reims
- 26. Juli bis 1. August --- Bewegliche Abwehrschlacht zwischen Marne und Vesle
- 1. August bis 25. September --- Stellungskämpfe in der Champagne
- 26. September bis 31. Oktober --- Abwehrschlacht in der Champagne und an der Maas
- 1. bis 11. November --- Stellungskämpfe in der Woëvre-Ebene
- ab 12. November --- Rückmarsch durch Lothringen, die Rheinprovinzen und die Pfalz während des Waffenstillstandes

## Kommandeure
| Dienstgrad                  | Name                 | Datum                                |
| --------------------------- | -------------------- | ------------------------------------ |
| General der Infanterie z.D. | Albert Schöpflin     | 02. August 1914 bis 21. Februar 1917 |
| Generalleutnant             | Walter von Eberhardt | 30. März 1917 bis 24. Februar 1918   |
| Generalmajor                | Otto von Weise       | 25. Februar bis 13. April 1918       |
| Generalmajor                | Friedrich Gündell    | 14. April 1918 bis 20. Januar 1919   |